# Soliter (botanika)

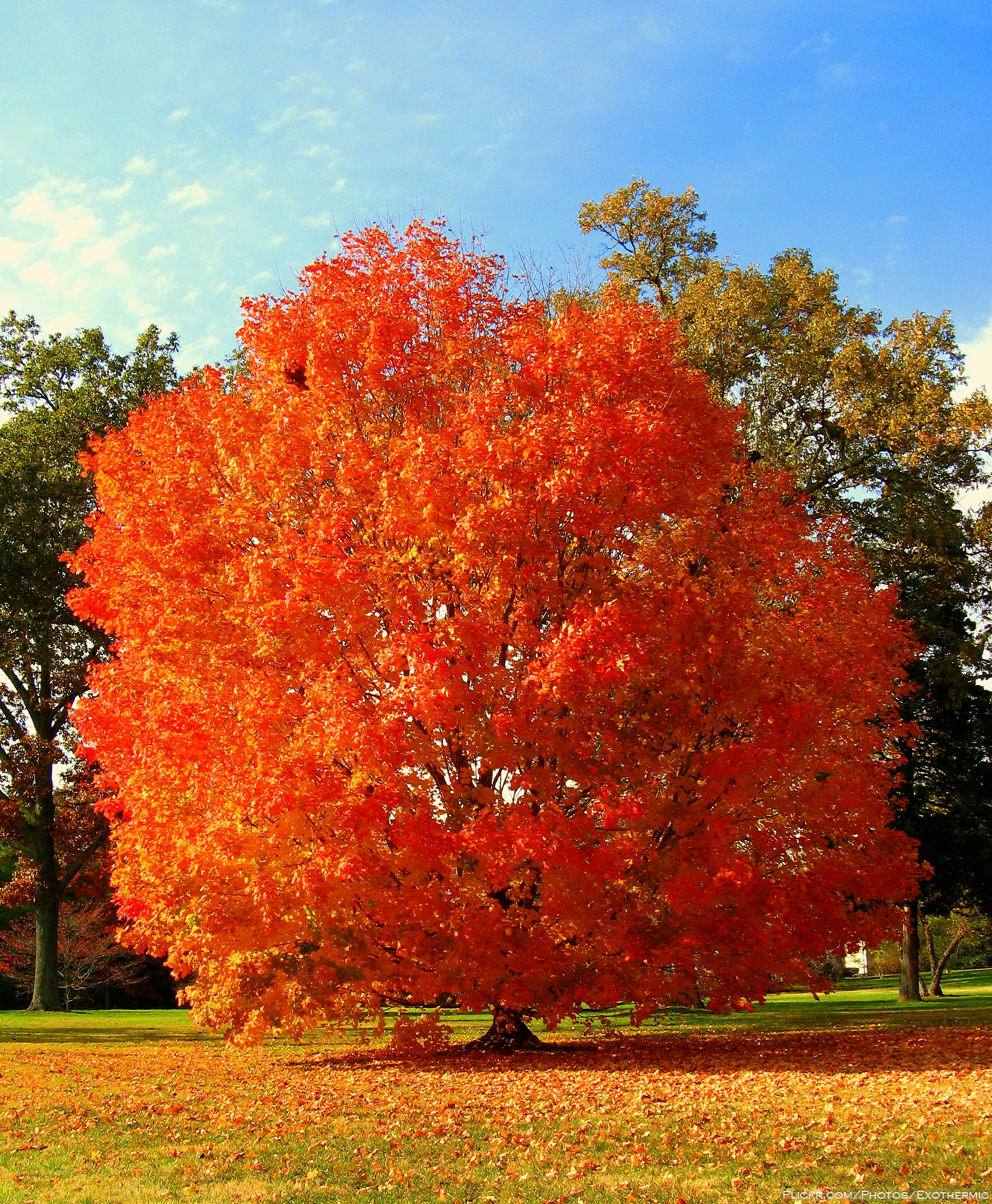
Soliter

Soliter, drzewo soliterowe (z fr. solitaire – samotny) – w dendrologii i ogrodnictwie określenie oznaczające drzewo lub krzew rosnące pojedynczo na otwartym terenie, szczególnie eksponowane. Poza ekspozycją w aranżacji krajobrazu solitery wyróżniają się z reguły swymi walorami ozdobnymi – np. efektownym kwitnieniem lub zabarwieniem liści. W sztuce planowania ogrodów szczególnie wykorzystywane są do tej roli zwłaszcza gatunki i odmiany uprawne ozdobne przez cały rok – podczas kwitnienia, owocowania, okryte listowiem i podczas zimy. 